# Mercedes F1 W04
A Mercedes F1 W04 (eredetileg Mercedes AMG W04) egy FFormula–1-es versenyautó, amelyet a Mercedes csapat tervezett és épített a 2013-as szezonra. Michael Schumacher visszavonulását kötően Lewis Hamilton lett a csapatnál a negyedik évét megkezdő Nico Rosberg csapattársa.

## Az idény előtt
Annak ellenére, hogy megnyerték a kínai nagydíjat, 2012-ben nem zárt jó évet a német csapat, ezért Ross Brawn csapatvezető átfogó változtatásokat hajtott végre, csapatmérnöki pozícióba például érkezett Aldo Costa a Scuderia Ferraritól. Új tagja volt még a németek technikai csapatának Geoff Willis és Bob Bell. Ezzel párhuzamosan a Mercedest hosszú ideje vezetőként irányító Norbert Haug távozott az istállótól, helyére Toto Wolff érkezett.

## A szezon
A W04-nek nem indult problémamentesen a szezon. Annak ellenére, hogy Rosberg és Hamilton az első öt futamból háromszor pole pozíciót szereztek az autóval, a konstrukció rengeteg kritikát kapott, főleg amiatt, mert a versenyek egy szakaszában nem kezelték megfelelően a Pirelli gumiabroncsait. Rosberg Bahreinben és Spanyolországban is az élről indult, de a fenti problémák miatt csak a hatodik és a kilencedik helyen ért célba.
Monacóban Rosberg megismételte édesapja, Keke Rosberg 1983-as győzelmét, ezzel szemben Hamilton a gumikezelés problémája miatt veszítette el a hazai nagydíját, amelyet a 8. körig vezetett. Érdekesség, hogy Felipe Massa és Jean-Éric Vergne is hasonló problémával küzdött a futamon, amelyet Rosberg nyert meg. A Hungaroringen Hamilton az élről indult és megszerezte a W04 szezonbeli harmadik, egyben utolsó győzelmét. A csapat összességében az előző szezonbeli 5. helyezésükkel szemben ebben a szezonban a konstruktőri világbajnokság 2. helyén zárt 3 győzelemmel, 9 pole pozícióval és 1 leggyorsabb körrel.

## Eredmények
(Táblázat értelmezése)

(Félkövér: pole-pozícióból indult; dőlt: leggyorsabb kört futott) 

| Év   | Csapat                        | Motor                 | Gumi | Versenyzők     | 1   | 2   | 3   | 4   | 5   | 6   | 7   | 8   | 9   | 10  | 11  | 12  | 13  | 14  | 15  | 16  | 17  | 18  | 19  | Pont | Helyezés |
| ---- | ----------------------------- | --------------------- | ---- | -------------- | --- | --- | --- | --- | --- | --- | --- | --- | --- | --- | --- | --- | --- | --- | --- | --- | --- | --- | --- | ---- | -------- |
| 2013 | Mercedes AMG Petronas F1 Team | Mercedes-Benz FO 108Z | P    |                | AUS | MAL | CHN | BHR | ESP | MON | CAN | GBR | GER | HUN | BEL | ITA | SIN | KOR | JPN | IND | ABU | USA | BRA | 360  | 2.       |
| 2013 | Mercedes AMG Petronas F1 Team | Mercedes-Benz FO 108Z | P    | Nico Rosberg   | Ki  | 4   | Ki  | 9   | 6   | 1   | 5   | 1   | 9   | 19† | 4   | 6   | 4   | 7   | 8   | 2   | 3   | 9   | 5   | 360  | 2.       |
| 2013 | Mercedes AMG Petronas F1 Team | Mercedes-Benz FO 108Z | P    | Lewis Hamilton | 5   | 3   | 3   | 5   | 12  | 4   | 3   | 4   | 5   | 1   | 3   | 9   | 5   | 5   | Ki  | 6   | 7   | 4   | 9   | 360  | 2.       |

- † – Nem fejezte be a futamot, de rangsorolva lett, mert teljesítette a versenytáv 90%-át.